# (164207) 2004 GU9
(164207) 2004 GU9 es un asteroide perteneciente al grupo de los asteroides Apolo descubierto el 13 de abril de 2004 por el equipo del Linear desde Socorro, Estados Unidos.
Forma parte de un subgrupo de asteroides Apolo que tienen un periodo de traslación de casi un año, por lo que cuando se acercan a la Tierra trazan un lento tirabuzón mientras continúan su trayectoria orbital. Durante los últimos quinientos años ha estado girando así alrededor de la Tierra y se estima que podrá seguir haciéndolo durante otros quinientos más. 2004 GU9 tiene un diámetro aproximado de 200 m